# Aplocera nigrescens
Aplocera nigrescens är en fjärilsart som beskrevs av Hann 1932. Aplocera nigrescens ingår i släktet Aplocera och familjen mätare. Inga underarter finns listade i Catalogue of Life.